# Jorge Furtado de Mendonça
Jorge Furtado de Mendonça (morto em 16 de maio de 1708) foi o 2.º visconde de Barbacena. O título, com grandeza, lhe foi concedido por D. Pedro II de Portugal enquanto ainda Regente, em 1678.
Serviu na Guerra da Aclamação como seu pai, de quem herdou os senhorios. Nela adquiriu grande fama. 
Foi 6.º senhor da vila de Barbacena, comendador de Santa Eulália de Rio Covo, de São Romão de Fonte Coberta, São Julião (Bragança) em Bragança, São Martinho de Refregas na Ordem de Cristo, Alcaide-mor da Covilhã; general de artilharia com o governo das armas da Beira na paz, e depois na guerra de 1704, mestre de campo general com o governo da artilharia na província do Alentejo, do conselho de guerra. 
Esteve na Alemanha em 1687 como secretário do Marquês de Alegrete, embaixador à corte de Heidelberg. Ali casou com a condessa Ana Luísa de Hohenlohe, muito devota, filha de Luís Gustavo, conde de Hohenlohe, senhor de Langenburg, gentil Homem da câmara do imperador Leopoldo I, e do seu conselho; e de sua segunda esposa, Ana de Schonborn. 
Era homem de grande prudência, valor, e muito religioso.  
Foi pai de Afonso Furtado de Mendonça, nascido em Penamacor em 28 de novembro de 1690, 3.º visconde de Barbacena. Foi ainda pai do 4.º visconde, seu filho Luís Xavier Furtado de Mendonça, nascido em 1692.